# リディア・デイヴィス
リディア・デイヴィス（Lydia Davis、1947年7月15日 - ）は、アメリカ合衆国の作家で、とくに短編小説で知られる。

## 経歴
マサチューセッツ州ノーサンプトンで生まれる。両親はともに作家。バーナード・カレッジで英文学を学ぶ。在学中に知己を得たポール・オースターと、1974年に結婚（1979年に離婚）。1976年に最初の作品集『十三人めの女』を刊行。1987年に発表した作品集『分解する』で名声を得た。主な受賞にホワイティング財団文学賞(英語版)（1988）、ラナン文学賞(英語版)（1998）、アメリカ芸術文学アカデミー功労賞(英語版)（2013）、マン・ブッカー国際賞（2013）など。1986年からニューヨークのバード・カレッジで教壇に立つ。2013年にはオールバニ大学でクリエイティブライティングを教えていた。

## 日本語訳
- 『ほとんど記憶のない女』岸本佐知子訳、白水社、2005年／白水Uブックス、2011年
- 『話の終わり』岸本佐知子訳、作品社、2010年／白水Uブックス、2023年
- 『サミュエル・ジョンソンが怒っている』岸本佐知子訳、作品社、2015年／白水Uブックス、2023年
- 『分解する』 岸本佐知子訳、作品社、2016年／白水Uブックス、2023年

## 著書
- The Thirteenth Woman and Other Stories, Living Hand, 1976
- Sketches for a Life of Wassilly. Station Hill Press. (1981). ISBN 978-0-930794-45-3
- Story and Other Stories. The Figures. (1985). ISBN 978-0-935724-17-2
- Break It Down. Farrar Straus & Giroux. (1986). ISBN 0-374-11653-9
- The End of the Story. Farrar Straus & Giroux. (1994). ISBN 978-0-374-14831-7
- Almost No Memory. Farrar Straus & Giroux. (1997). ISBN 978-0-374-10281-4
- Samuel Johnson Is Indignant. McSweeney's. (2001). ISBN 978-0-9703355-9-3
- Varieties of Disturbance. Farrar Straus & Giroux. (May 15, 2007). ISBN 978-0-374-28173-1
- Proust, Blanchot, and a Woman in Red. Center for Writers and Translators. (2007). ISBN 9780955296352
- The Collected Stories of Lydia Davis. Farrar, Straus & Giroux. (2009). ISBN 978-0-374-27060-5
- The Cows. Sarabande Books. (2011). ISBN 9781932511932
- Can't and Won't: Stories. Farrar, Straus and Giroux. (2014). ISBN 9780374118587